# Thorleif Olsen
Thorleif Werner Olsen (ur. 15 listopada 1921 w Kristianii, zm. 11 marca 1996 w Oslo) – norweski piłkarz występujący na pozycji napastnika.

## Kariera klubowa
Olsen przez całą karierę występował w Vålerenga Fotball. W sezonie 1948/1949 wywalczył z nią wicemistrzostwo Norwegii.

## Kariera reprezentacyjna
W reprezentacji Norwegii Olsen zadebiutował 26 listopada 1950 w zremisowanym 2:2 towarzyskim meczu z Irlandią. W 1952 roku znalazł się w kadrze na Letnie Igrzyska Olimpijskie, zakończone przez Norwegię na pierwszej rundzie. W latach 1950–1955 w drużynie narodowej rozegrał 32 spotkania.